# Маскалучия
Маскалучѝя (на италиански и на сицилиански Mascalucia) е град и община в Южна Италия, провинция Катания, автономен регион и остров Сицилия. Разположен е на 420 m надморска височина. Населението на общината е 30 516 души (към 2013 г.).